# Cyclosorus meeboldii
Cyclosorus meeboldii är en kärrbräkenväxtart som först beskrevs av Eduard Rosenstock, och fick sitt nu gällande namn av Ren-Chang Ching. Cyclosorus meeboldii ingår i släktet Cyclosorus och familjen Thelypteridaceae. Inga underarter finns listade.